# Eugen Huber
 Der er for få eller ingen kildehenvisninger i denne artikel, hvilket er et problem. Du kan hjælpe ved at angive troværdige kilder til de påstande, som fremføres i artiklen.

Eugen Huber (født 13. juli 1849 i Alstetten, død 23. april 1923) var en schweizisk retslærd. 
Huber blev 1872 Dr. jur. i Zürich, privatdocent i Bern 1873—75, dommer i Appenzell og Basel, ekstraordiær professor i Basel 1880, ordentlig professor sammesteds 1881, i Halle a. S. 1888, 1892 i Bern. Han var medlem af den permanente voldgiftsret i Haag og af Institut de droit international. Huber har ved sit livs hovedværk — den schweiziske civillovbog af 10. december 1907 — skaffet sig et uforgængeligt navn i sit lands historie. Efter ved en rig og omfattende forfattervirksomhed — blandt andet System und Geschichte des schweizerischen Privatrechtes (I 1886, II 1888, III 1889, IV 1893) — at have dokumenteret sin store juridiske begavelse, fik Huber 1892 af regeringen opfordring til at udarbejde en fælles civil lovbog for Schweiz, der skulle træde i steden for de tidligere kantonale love. Det var den rette mand på rette plads, det omfattende lovarbejde blev modtaget med enstemmig anerkendelse både i og uden for Schweiz — også i friretlige kredse — og har givet anledning til en blomstrende litteratur, både i kommentarens og monografiens form, blandt andet Erläuterungen med Hubers forord (I—II, 2. udgave 1914). I 1919 afsluttede Huber et ham af regeringen overdraget arbejde med at forfatte et udkast til lov om handelsselskaber og andre. Huber, der var 
medlem af det schweiziske nationalråd, har endvidere blandt andet skrevet: Die Bedeutung der Gewere im deutschen Sachenrecht (1894), Die Eigentümerdienstbarkeit (1902), Zum schweizerischen Sachenrecht (1914) og en del retsfilosofiske afhandlinger, blandt andet i Zeitschrift für Rechtsphilosophie.